# 후지와라노 가네이에
후지와라노 가네이에(일본어: 藤原兼家, 929년 ~ 990년)는 일본 헤이안 시대의 귀족이다. 990년 태정대신에 이르렀다. 그의 딸 센시는 엔유 천황에 출가하여 이치조 천황의 어머니가 되었으며, 아들 5형제가 모두 출세하였다. 특히 장남 미치타카의 중관백가(中関白家)와 5남 미치나가의 미도류(御堂流)가 라이벌 관계가 되었고, 전자의 딸 데이시, 후자의 딸 쇼시가 차례로 이치조 천황의 황후가 되었다.

## 가족관계
- 아버지 : 후지와라노 모로스케
- 어머니 : 후지와라노 세이시 - 후지와라노 츠네쿠니의 딸
- 정실 : 후지와라노 토키히메 - 후지와라노 나카마사의 딸 (생년 미상 - 981년)
  - 장남 : 후지와라노 미치타카 (953년 - 995년)
  - 장녀 : 후지와라노 쵸시/토오코 (954년? - 982년) - 레이제이 천황의 뇨고. 산조 천황의 생모
  - 3남 : 후지와라노 미치카네 (961년 - 995년)
  - 3녀 : 히가시산죠인 후지와라노 센시/아키코 (962년 - 1001년) - 엔유 천황의 뇨고. 이치조 천황의 생모
  - 5남 : 후지와라노 미치나가 (966년 - 1028년)
- 처 : 후지와라노 미치츠나의 어머니 (936년? - 995년) - 후지와라노 토모야스의 딸
  - 차남 : 후지와라노 미치츠나 (955년 - 1020년)
- 처 : 야스코 내친왕 (949년 - 987년) - 무라카미 천황의 황3녀
- 처 : 타이노온카타 - 후지와라노 쿠니모리의 딸
  - 4녀 : 후지와라노 스이시/야스코 (974년 - 1004년) - 산조 천황의 동궁 뇨고, 나이시노카미
- 처 : 후지와라노 타다모토의 딸
  - 4남 : 후지와라노 미치요시
- 처 : 미나모토노 카네타다의 딸
  - 차녀 : 후지와라노 미치츠나의 어머니의 양녀 (960년 - 몰년 미상)
- 첩 : 츄조노 미야스도코로 - 엔유 천황의 미야스도코로, 후지와라노 카네타다의 딸?
- 첩 : 다이스케노 나이시노스케 - 쵸시의 뇨보. 곤노키타노카타
- 생모 미상의 자녀
  - 아들 : 켄슌 (962년 - 몰년 미상)